# Diocese de San Felipe (Chile)
A Diocese de San Felipe (em latim: Dioecesis Sancti Philippi) é uma diocese localizada na cidade de San Felipe, pertencente a Arquidiocese de Santiago do Chile no Chile. Foi fundada em 18 de outubro de 1925 pelo Papa Pio XI. Com uma população católica de 202.735 habitantes, sendo 61,8% da população total, possui 29 paróquias com dados de 2017.

## História
A Diocese de San Felipe foi criada em 18 de outubro de 1925 pelo Papa Pio XI através da Arquidiocese de Santiago do Chile. Em 1960 perde território juntamente com a Arquidiocese de La Serena para a criação da Prelazia Territorial de Illapel. 

## Lista de bispos
A seguir uma lista de bispos desde a criação da diocese em 1925. 
|        | Nome                                  | Período       | Notas                                           |
| Bispos | Bispos                                | Bispos        | Bispos                                          |
| ------ | ------------------------------------- | ------------- | ----------------------------------------------- |
| 9º     | Gonzalo Arturo Bravo Álvarez          | 2020-presente |                                                 |
| 8º     | Cristián Contreras Molina, O. de M.   | 2002-2018     |                                                 |
| 7º     | Manuel Camilo Vial Risopatrón         | 1983-2001     | nomeado bispo de Temuco                         |
| 6º     | Francisco de Borja Valenzuela Ríos    | 1974-1983     | nomeado arcebispo (título pesoal) de Valparaíso |
| 5º     | Enrique Alvear Urrutia                | 1965-1974     |                                                 |
| 4º     | José Luis Castro Cabrera              | 1963-1965     |                                                 |
| 3º     | Ramón Munita Eyzaguirre               | 1957-1963     |                                                 |
| 2º     | Roberto Benardino Berríos Gaínza, OFM | 1938-1957     |                                                 |
| 1º     | Melquisedec del Canto Terán           | 1925-1938     |                                                 |